# Palenque
Palenque je bila majevska mestna državica, ki cvetela v 7. stoletju in leži v južni Mehiki. Ruševine Palenqueja segajo v leto 226 pr. n. št. do okoli 799 n. št. Po padcu ga je pogoltnila džungla (deževni pragozd), ki jo sestavljajo cedre, mahagonovci in sapotovci.
Palenque je srednje veliko območje, veliko manjše od velikih mest, kot so Tikal, Chichén Itzá ali Copán, vendar vsebuje nekaj najboljše arhitekture, kipov, reliefov in drugih mojstrovin, ki so jih izdelali Maji. Velik del zgodovine Palenqueja so dešifrirali iz besedil hieroglifskih napisov na številnih spomenikih; zgodovinarji poznajo dolgo zaporedje vladajočih dinastij v Palenqueju do 5. stoletja in obširno znanje o tekmovalnosti mestne državice z drugimi državami, kot so Calakmul in Toniná. Najbolj znan vladar Palenqueja je bil Pacal, čigar grob je bil najden in izkopan v Tempelju napisov.
Do leta 2005 so odkrili območje velikosti do 2,5 km², vendar ocenjujejo, da je to manj kot 10 % celotne površine mesta, tako da več kot tisoč objektov še vedno zajetih v džungli.

## Odkritje
Španski kralj Karel III. je konec 18. stoletja bral poročilo o nenavadnih razvalinah v Palenqueju. Raziskovat je poslal artilerijskega stotnika Antonia del Rio. 5. maja 1787 je našel zaraščene ruševine. Začel je izsekavati in razčiščevati teren in ugotovil, da je kraj mojstrstvo stavbarstva in umetnosti. Šele čez sto let so se strokovnjaki resno lotili raziskovanja. Leta 1881 je britanski uradnik Alfred Maudslay začel preiskavo o napisih, ki so krasili kamne. Potoval je po Srednji Ameriki in fotografiral ostaline in tako postavil temelje raziskovanja. Do 10. let dvajsetega stoletja so se v raziskave vključili različni strokovnjaki poleg arheologov še botaniki, zoologi, geologi, folkloristi. Leta 1960 je ameriška umetnostna zgodovinarka Tatiana Proskouriakoff ugotovila, da datumi vklesani v kamnite stele označujejo dogodke iz življenja vladarjev. Počasi so znanstveniki razvozlali vse več hieroglifov in odkrivali zgodovino Majev.

## Zgodovina
Velik del nahajališča iz obdobja Zgodnje Klasike še čaka arheologe, da ga odkrijejo. A že to kar so našli do sedaj priča o veličini mesta.
Objekti, ki jih poznamo danes, verjetno predstavljajo odziv na napade mest Calakmul in drugih v času med 599 in 611 n.št. Ena od glavnih osebnosti, ki so odgovorne za obnovo Palenqueja in za preporod v mesto umetnosti in arhitekture, je tudi eden od najbolj znanih majevskih Ajaw (kraljev), K'inich Janaab' Pakal (Pacal Veliki), ki je vladal v letih 615 - 683, prestol je zasedel dvanastleten. Lotil se je velikih gradenj, ki so jih njegovi nasledniki nadaljevali. Najbolj znan je po svojem nagrobnem spomeniku, poimenovan Tempelj napisov in po daljšem besedilu ohranjenem v nadgradnji templja. V času, ko je Alberto Ruz Lhuillier izkopal Pakalov grob, je bil to najbogatejši in najbolj ohranjen grob kadarkoli izkopan iz časov Mezoamerike. To stališče je veljalo do odkritja bogatih grobov ljudstva Moche v Peruju in zadnjih odkritij v krajih Copan in Calakmul.
Poleg pozornosti, ki jo je prinesla K'inich Janaab' Pakalova grobnica, je mesto zgodovinsko pomembno tudi zaradi njegovega obsežnega hieroglifskega korpusa, ki sta ga sestavlja med vladanjem Janaab' Pakala njegov sin K'inich Kan B'ahlam in njegov vnuk K'inich Akal Mo' Naab'. Obsežna ikonografija in besedilni korpus je podlaga tudi za preučevanje Klasične dobe mitologije Majev in ritualne prakse.

## Arheološki park
Pomembnejši objekti v arheološkem parku Palenque so:

### Tempelj napisov
Tempelj napisov je bil verjetno že leta 675 narejen kot nagrobni spomenik kralju Pakalu. Tempelj vsebuje drugo najdaljše znano majevsko besedilo napisano s hieroglifi (najdaljši je v Copanu). Tempelj napisov beleži približno 180 let zgodovine mesta od 4. do 12. K'atuna. Osrednja točka pripovedi je seznam K'atunov, ki se konča s K'inich Janaab' Pakalom in se osredotoča na ikone mesta, zaščitnike božanstev in drugo.
Piramida je 60 metrov široka, 42,5 m globoka in visoka 27,2 m. Tempelj na vrhu meri 25,5 metra, 10,5 m je globok in visoki 11,4 m. Največji kamni tehtajo 12 do 15 ton. Ti so na vrhu piramide. Skupna prostornina piramide in svetišča je 32.500 m³.
Leta 1952 je Alberto Ruz Lhuillier odstranil kamen na tleh v zadnji sobi templja in razkril prehod, ki je vodil po dolgem stopnišču do Pakalove grobnice. Grobnica je vsebovala izjemno velik izklesan sarkofag, bogate pridatke in s štukaturo okrašene stene. Edinstvena Pakalova grobnica je predprostor, ki vodi do same grobnice, do stopnišča in skozi odprtino v kamnu, ki pokriva vhod v grob. Najdba je bila zelo pomembna, saj je dokazovala, da to ni samo tempelj kot so prvotno mislili.
Veliko je bilo razprav o ikonografiji pokrova sarkofaga, ki prikazuje Pakala v preobleki ene od oblik majevskega boga koruze.
Tempelj ima tudi vrsto kanalov, ki jih arheologi še vedno povsem ne razumejo. Menijo da je en kanal poravnan z zimskim solsticijem in da tako sonce posije na Pakalov grob.

### Templji skupine križa
Tempelj križa, Tempelj Sonca in Tempelj listnatega križa je niz templjev nameščenih na vrhu stopničastih piramid, vsak z dovršeno, z reliefi okrašeno notranjo komoro, ki prikazujejo obredne predmete in kipe. Osrednja tabla prikazuje dve podobi Kan B'ahlama. Manjša podoba prikazuje K'inich Kan B'ahlam med obredom pri starosti šest let, medtem ko je večja njegov nastop vladarja pri starosti 48 let. Te templje so poimenovali prvi raziskovalci; prekrižani liki v dveh reliefih upodabljajo drevo stvarjenja po majevski mitologiji.

### Palača
Palača je kompleks več povezanih stavb in dvorišč, ki jo je gradilo več generacij na široki umetni terasi v obdobju štirih stoletij. Palača je bila namenjena aristokraciji in birokratskim funkcijam, uporabljali so jo tudi za zabave in ritualne obrede. Palača se nahaja v središču starega mesta.
V palači so ohranjene številne skulpture in basreliefi. Najbolj edinstven in prepoznaven del palače je štirioglat stolp znan kot observatorij. Observatorij, kot mnoge druge stavbe, je imel mansardo kot streho v obliki nepravega loka. Nepravi loki zahtevajo veliko zidane mase in imajo omejeno oziroma majhno dimenzijo razpona (razmerje širine in višine), kar ustvarja značilne visoke strope in ozke prehode. Palača je bila opremljena s številnimi velikimi kopelmi in savnami, do katerih je bila speljana sveža voda. Imeli so zapleten vodovodni sistem. Vodovod je bil zgrajene iz velikih kamnitih blokov s tri metre visokim obokom, speljanim od reke Otulum pod glavnim trgom. Palača je največji kompleks stavb v Palenqueju in meri pri tleh 97 m krat 73 m.

### Druge pomembne stavbe
Tempelj Skull ima lobanjo na enem od stebrov.
Temple XIII vsebuje grobnico Rdeče kraljice, neznane plemenite ženske, morda Pakalove žene, odkrit je bil leta 1994. Ostanki v sarkofagu so bili prekriti s svetlo rdečim prahom narejenim iz cinobra.
Jaguarjev tempelj leži približno 200 metrov južno od glavne skupine templjev, njegovo ime izvira iz izdelanega basreliefa, ki kaže kralja, ki sedi na prestolu v obliki jaguarja.
Struktura XII z basreliefom Boga smrti.
Grofov tempelj, eleganten klasičen Palenque tempelj, ki je dobil ime po raziskovalcu Jean Frederic Waldecku, ki je nekaj časa živel v njem.
Tu so še številne druge zgradbe, grobnice in elitne rezidence, igrišče za igranje mezoameriških iger in zanimiv kamnit mostu čez reko Otulum.
- Nepravi obok uporabljen v Palači
- Akvadukt
- Pogled na Palačo
- Toaleta v Palači
- Maska iz žada kralja Pakala